# Aljoša Asanović
Aljoša Asanović (Split, 1965. december 14. –) horvát válogatott labdarúgó.
A nemzeti csapat tagjaként részt vett az 1996-os Európa-bajnokságon és az 1998-as labdarúgó-világbajnokságon, ahol a bronzérmet jelentő harmadik helyet szerezték meg.
A 2006 és 2012 között Slaven Bilić segítője volt a horvát nemzeti-válogatottnál.

## Külső hivatkozások
- Aljoša Asanović Archiválva 2013. december 13-i dátummal a Wayback Machine-ben – a FIFA.com honlapján
- Aljoša Asanović – a National-football-teams.com honlapján